# The Hollywood Argyles
The Hollywood Argyles was een Amerikaanse zanggroep uit de jaren 1960, samengebracht voor studio-opnamen door producent en songwriter Kim Fowley en zijn vriend en collega-muzikant Gary S. Paxton. Ze hadden de Amerikaanse nummer één hit Alley Oop (Lute Records) in 1960.

## Bezetting
- Gaynel Hodge (piano)
- Harper Cosby (bas)
- Ronnie Caleco (ook wel Ronnie Silico) (drums)
- Sandy Nelson
- Dallas Fraizer, Buddy Mize, Scotty Turner en anderen (achtergrondzang)
- Gary Paxton (leadzang, arrangeur)
- Kim Fowley (producent)

## Biografie
De Alley Oop-sessie werd geproduceerd door Fowley, die zich herinnerde dat alle deelnemers hopeloos dronken waren van cider tegen de tijd dat ze het nummer opnamen. Volgens sommige rapporten was Norm Davis de zanger van het nummer Alley Oop, hoewel de stem op de plaat werd geïdentificeerd als een match met andere opnamen, gezongen door Paxton uit dezelfde tijd, zoals Spookie Movies.
Volgens Paxton bestond de band uit Ronnie Silico op drums, Gaynel Hodge op piano, Harper Cosby op bas en Sandy Nelson (bekend van Teen Beat) die percussie speelde op tamboerijn en een vuilnisbak. Nelson zorgde ook voor achtergrondgeschreeuw in het nummer. De achtergrondzangers waren Dallas Frazier, Buddy Mize, Scott Turner en een vrouw genaamd Diane.
Alley Oop was het eerste nummer dat werd gespeeld op WLS-AM Radio in Chicago op 2 mei 1960, toen het format veranderde van boerderijprogrammering naar rock-'n-roll.
Alley Oop stond 15 weken in de Billboard Hot 100, met een piek op nummer één voor de week van 11 juli 1960. Het nummer verkocht meer dan een miljoen exemplaren en werd bekroond met een gouden schijf door de RIAA.
Volgens Jerry Osborne hadden de twee andere bands Dante & the Evergreens (Madison) en The Dyna-Sores (Rendezvous) tegelijkertijd versies van Alley Oop in de Billboard-hitlijsten, met een piek op respectievelijk nummer 15 en nummer 59.

### Latere activiteiten
Frazier is misschien het best bekend voor het schrijven van het nummer There Goes My Everything, een hit voor Jack Greene in 1966 en Engelbert Humperdinck in 1967. Frazier schreef en nam ook Elvira op, dat in 1981 een countryhit werd voor The Oak Ridge Boys.
Paxton richtte later Garpax Records op en werd gospelartiest.
Fowley produceerde al snel de hit Popsicles and Icicles (VS nummer 3) van The Murmaids uit 1963. Hij hielp ook bij het samenbrengen van The Runaways in 1975, evenals The Orchids (niet de Schotse band, maar een andere Amerikaanse volledig vrouwelijke band). Hun album The Orchids uit 1980 werd uitgebracht bij MCA Records.

## Discografie

### Singles
- 1960: Alley-Oop / Sho' Know a Lot About Love
- 1960: Gun Totin' Critter Named Jack / The Bug Eyed Man
- 1960: Hully Gully / So Fine
- 1961: You've Been Torturing Me / The Grubble (als Gary Paxton & the Hollywood Argyles)
- 1965: Long-Hair-Unsquare Dude Called Jack / Ole
- 1966: Alley Oop '66 / Do the Funky Foot

### Albums
- 1960: The Hollywood Argyles Featuring Gary Paxton